# San Lupo
San Lupo – miejscowość i gmina we Włoszech, w regionie Kampania, w prowincji Benewent.
Według danych na I 2009 gminę zamieszkiwało 841 osób przy gęstości zaludnienia 55,3 os./1 km².